# Schwalbach (Saar)

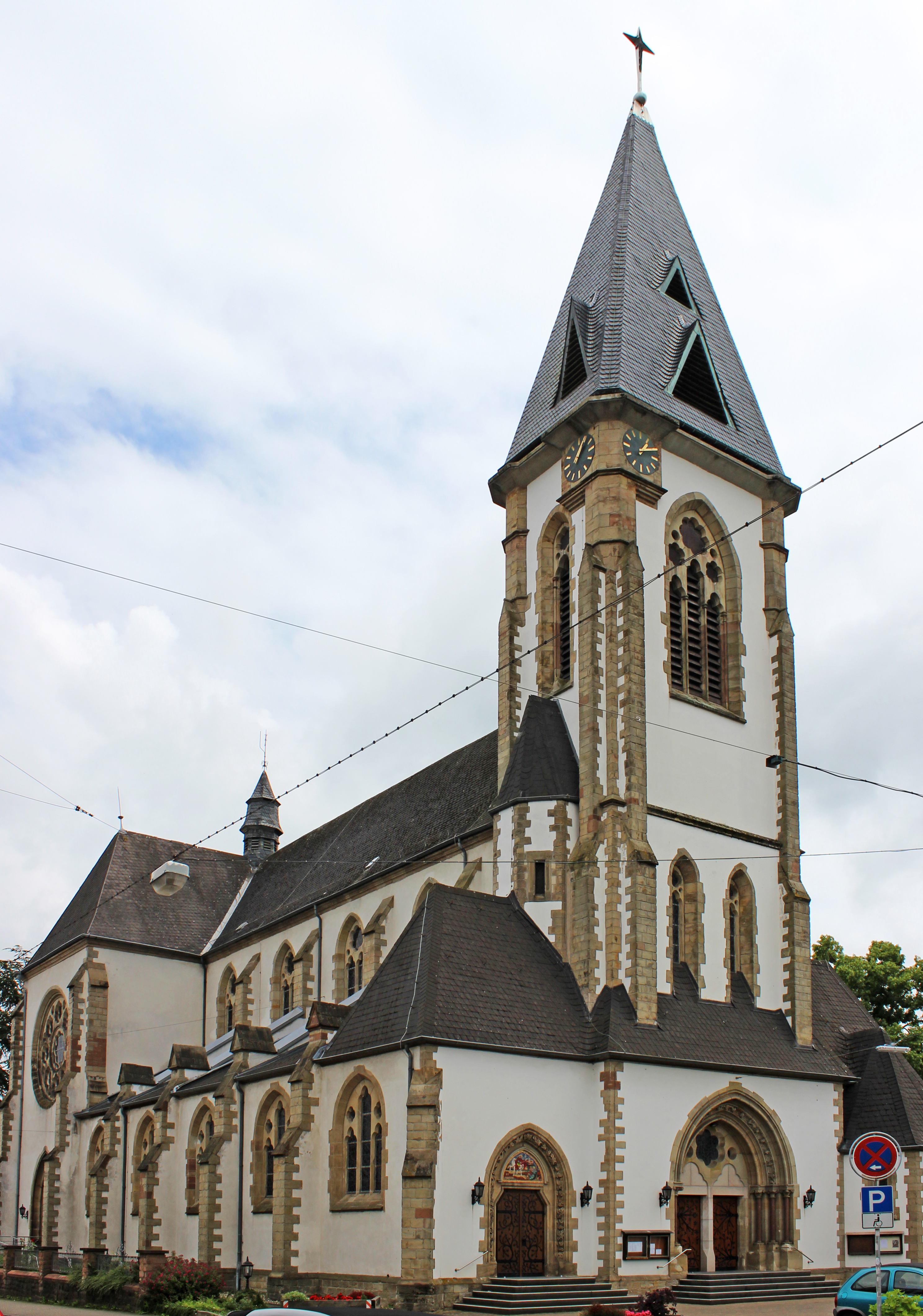
Kerk van St Martin

Schwalbach is een gemeente in de Duitse deelstaat Saarland, gelegen in de Landkreis Saarlouis.
Schwalbach telt 17.160 inwoners.
Bous ·
Dillingen/Saar ·
Ensdorf ·
Lebach ·
Nalbach ·
Rehlingen-Siersburg ·
Saarlouis (stad) ·
Saarwellingen ·
Schmelz ·
Schwalbach ·
Überherrn ·
Wadgassen ·
Wallerfangen